# Chippewa (riu de Wisconsin)
El Chippewa, oficialment en anglès «Chippewa River» entre altres denominacions, és un riu que recorre unes 183 milles (294 km) pel centre-oest i el nord-oest de Wisconsin. Abans era navegable durant unes 50 milles (80 km) de la seva longitud, des del riu Mississipi, per Durand, al nord-est fins a Eau Claire. La seva captació defineix una part del límit nord de Driftless Area. El riu és fàcilment accessible per als ciclistes i els vianants pel Chippewa River State Trail, que ressegueix el riu des d'Eau Claire fins a Durand .

## Hidrografia

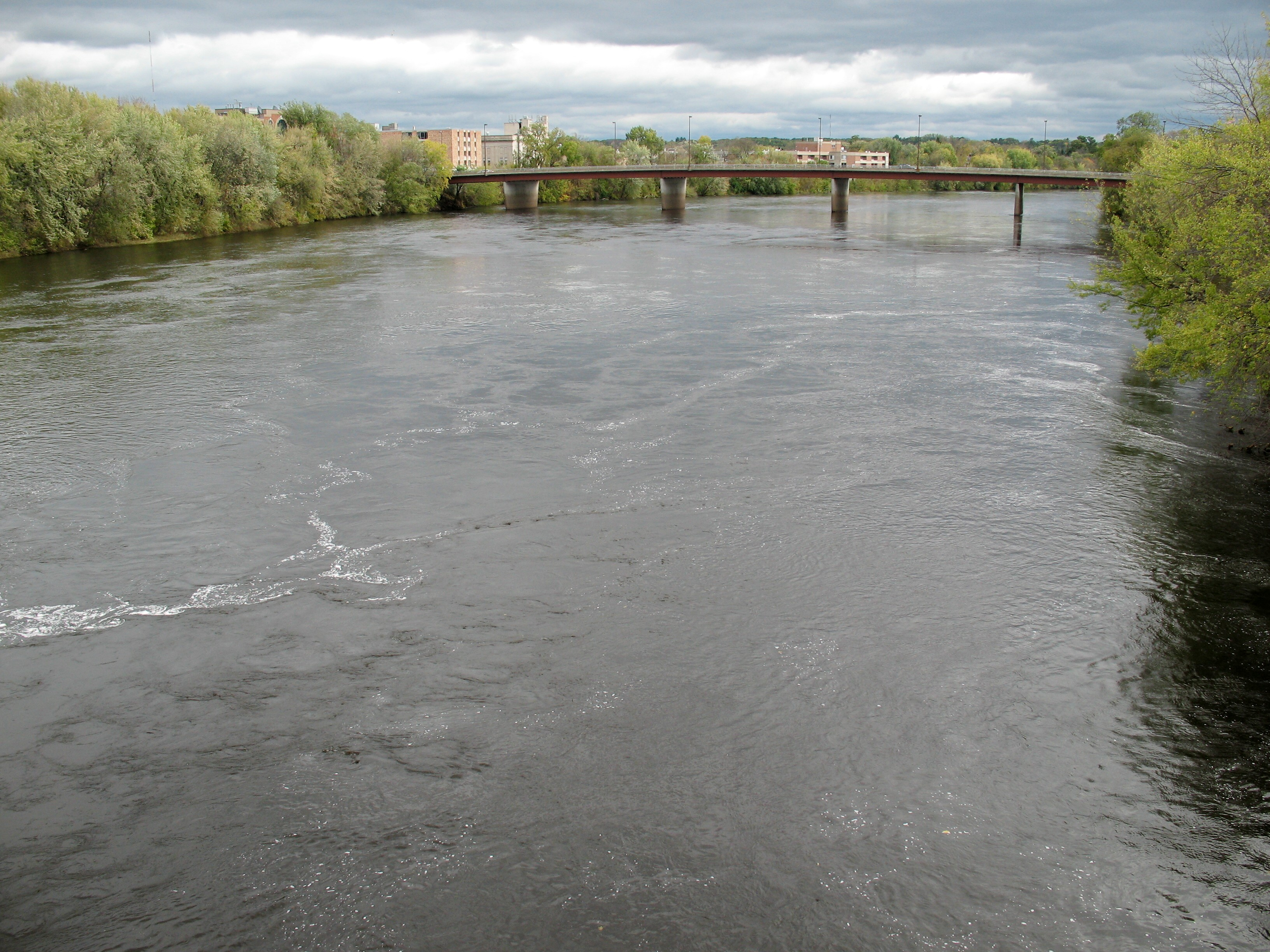
El riu Chippewa des de la riba oest del riu mirant cap al sud cap al pont de Lake Street al centre d'Eau Claire (fotografia del 2007)

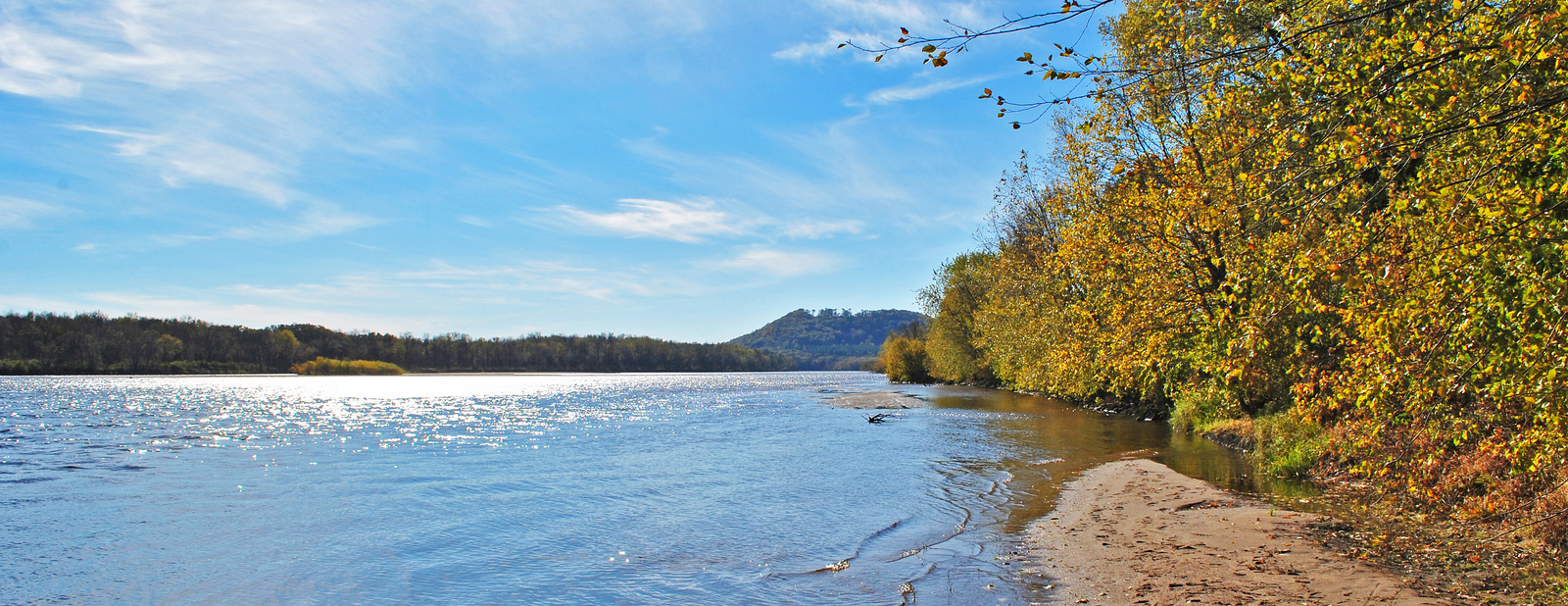
El riu Chippewa al seu pas pel comtat de Pepin, prop d'Ella, Wisconsin.

El riu neix per la confluència del riu West Fork Chippewa, que neix al llac Chippewa al sud-est del comtat de Bayfield, i el riu East Fork Chippewa, que neix als pantans de la part sud de la localitat de Knight al comtat d'Iron, Wisconsin. Aquest rius conflueixen al llac Chippewa, un embassament al centre del comtat de Sawyer, que és l'"inici" oficial del riu Chippewa.
El riu davalla des del comtat de Sawyer travessant els comtats de Rusk, Chippewa, Eau Claire, Dunn, Pepin i Buffalo, a Wisconsin, abans de desembocar al riu Mississipi. L'acumulació de sediments a la desembocadura del riu forma un delta que sobresurt al Mississipi, creant el llac Pepin en el procés. Al llarg de les últimes 15 milles (24 km) del seu curs, el canal principal forma el límit del comtat entre els comtats de Pepin i Buffalo.
Entre els principals llacs al llarg del curs del riu hi ha el Radisson i Holcombe Flowages, el llac Wissota i Dell's Pond, tots ells embassaments. L'embassament més gran, amb diferència, és el Chippewa Flowage, que és el tercer llac més gran de Wisconsin.
Entre els principals afluents del riu hi ha els rius Couderay, Thornapple, Flambeau, Brunet, Jump, Fisher, Yellow, Eau Claire, Red Cedar i Eau Galle.
La confluència del riu amb el Red Cedar és just al nord de Driftless Area, moment en què la seva plana inundable s'eixampla considerablement i inclou nombroses illes fluvials.
Entre els principals assentaments al llarg del curs del riu hi ha Cornell, Chippewa Falls, Eau Claire i Durand.
Històricament el riu Chippewa va ser important com a via de circulació de fusta per a la construcció i la fabricació paper.
El riu té un canó profund i ample, probablement a causa de les pujades de cabal durant la retirada de l'indlandsis Laurentide.

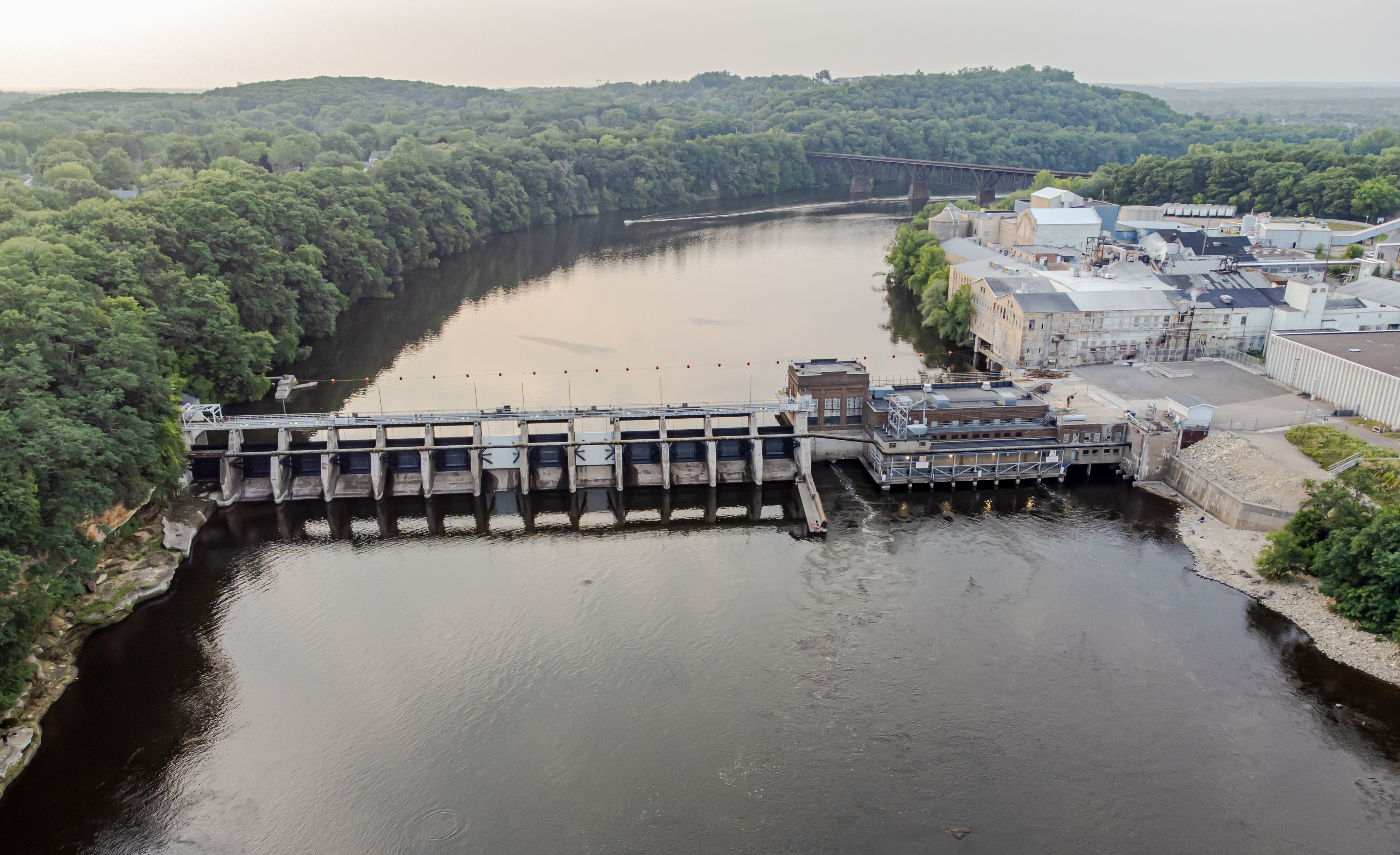
Presa hidroelèctrica al riu Chippewa a Eau Claire

## Història
El 1742 apareix a la Carte de la Louisiane et du Cours du Mississipi com "Rivière de bon Secours ou Hahatonouadeba", i després a l'edició de 1757 del Mapa Mitchell com " River Hahatonadeba ", els mapes mostren la transliteració del nom de la llengua dakota per al riu ḣaḣatuŋ[waŋ w]atpa. La paraula "Chippewa" és una traducció d'"Ojibwe". El poble ojibwe controlava la major part de la vall superior del Chippewa i els seus afluents fins al Tractat de St. Peters el 1837.
Dels boscos de pins de Wisconsin a la dècada de 1800 el sistema del riu Chippewa contenia més que inclús el riu Wisconsin. S'estima que pel sistema Chippewa davallava el 34% dels les explotacions de pinedes de Wisconsin, en comparació amb el 21% de Wisconsin, el 14% del St. Croix i el 7% del Black. Abans de tallar-los la vall del Chippewa probablement tenia uns 46.000 milions de peus de fusta. Frederick Weyerhaeuser el va descriure com "el paradís fustaner, una part molt gran de la seva àrea és molt boscosa amb la millor qualitat de fusta de pi blanc, mentre que els rius, rierols i llacs oferien una excel·lent xarxa d'instal·lacions de transport".
La primera serradora de la vall del Chippewa probablement funcionava al que es convertiria en Menomonie cap al 1831. El 1840 Jean Brunet i els seus associats serraven fusta a Chippewa Falls. Les inundacions destruiren aquests primers molins i els llenyataires els reconstruïren. A finals del 1800 es deia que Chippewa Falls tenia la serradora més gran del món sota un mateix sostre.
A la dècada de 1850 els fustaners lligaven els troncs de pi serrats en basses que eren guiades pel baix Chippewa fins als mercats del Mississipi. Tanmateix, per sobre de Chippewa Falls, el riu era massa dur i rocós per a fer-hi grans tramades. Les masses de troncs eren conduïdes pels raiers riu avall. Per fer que les baixades fossin més eficients i fiables, els fustaners modificaren lleugerament el riu, dinamitant roques molestes, talant arbres en què els tronc es podien quedar, augmentant els marges en alguns llocs i embassant el riu i els seus afluents. Cap al 1876 es construí una presa i posts de classificació dels troncs entre Eau Claire i Chippewa Falls. L'any 1878 es construí una gran presa splash a Little Falls (actual Holcombe), amb tanta capacitat que quan s'obria, podia elevar el Chippewa tres peus 100 milles aigües avall. Sobre el Chippewa i els seus afluents, els fustaners construïren almenys 148 preses forestals amb diverses mides i finalitats.

## Recreació

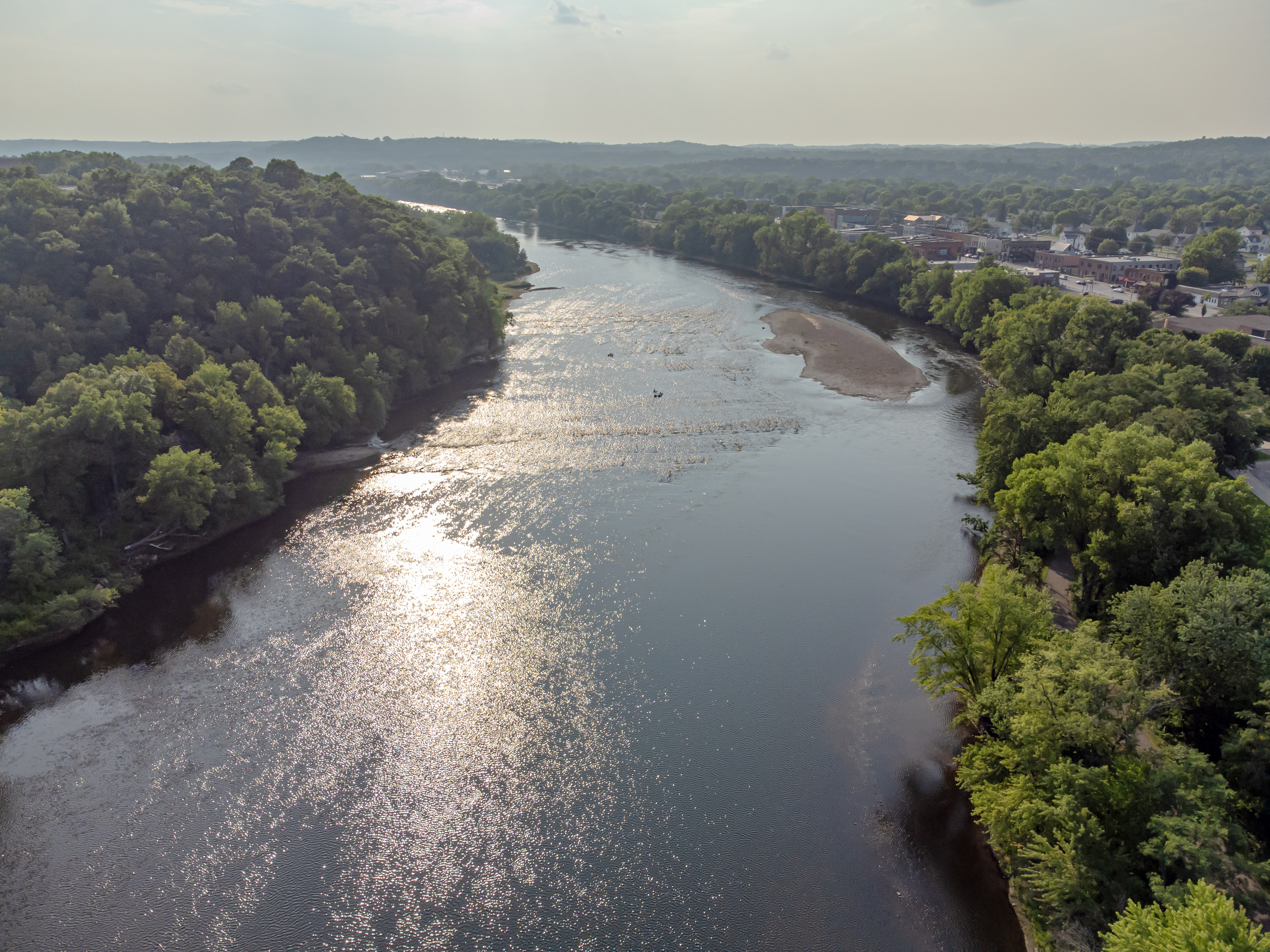
Ciutadans flotant pel riu Chippewa amb ràpids lleugers

El riu Chippewa és una destinació popular per a caiaquistes i piragüistes recreatius. Al riu els palistes disposen de diverses condicions, des d'aigües tranquil·les i de moviment lent fins a petits ràpids i aigües braves. La pesca és una activitat popular: el riu és conegut per Esox masquinongy, la perca americana de boca petita, Sander vitreus i el lluç .